# Ewa Larsson (politiker)
Ewa Elisabeth Larsson, född 25 april 1952 i Stockholm (Matteus), Stockholms stad, är en svensk politiker (miljöpartist), som var ordinarie riksdagsledamot 1994–2002 (även ersättare 2003) för Stockholms kommuns valkrets.